# 圧着工具

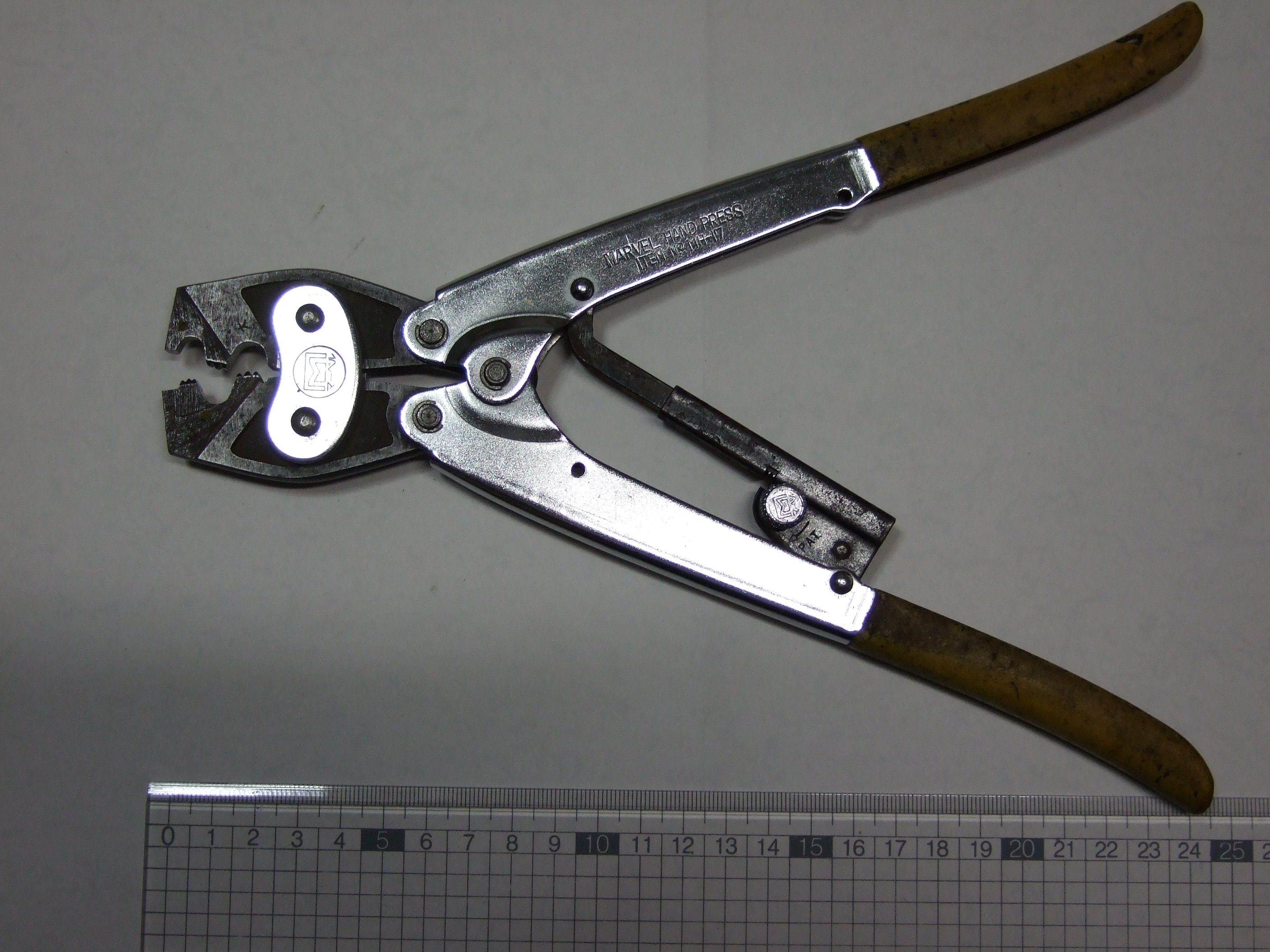
ハンドプレス（マーベル製）

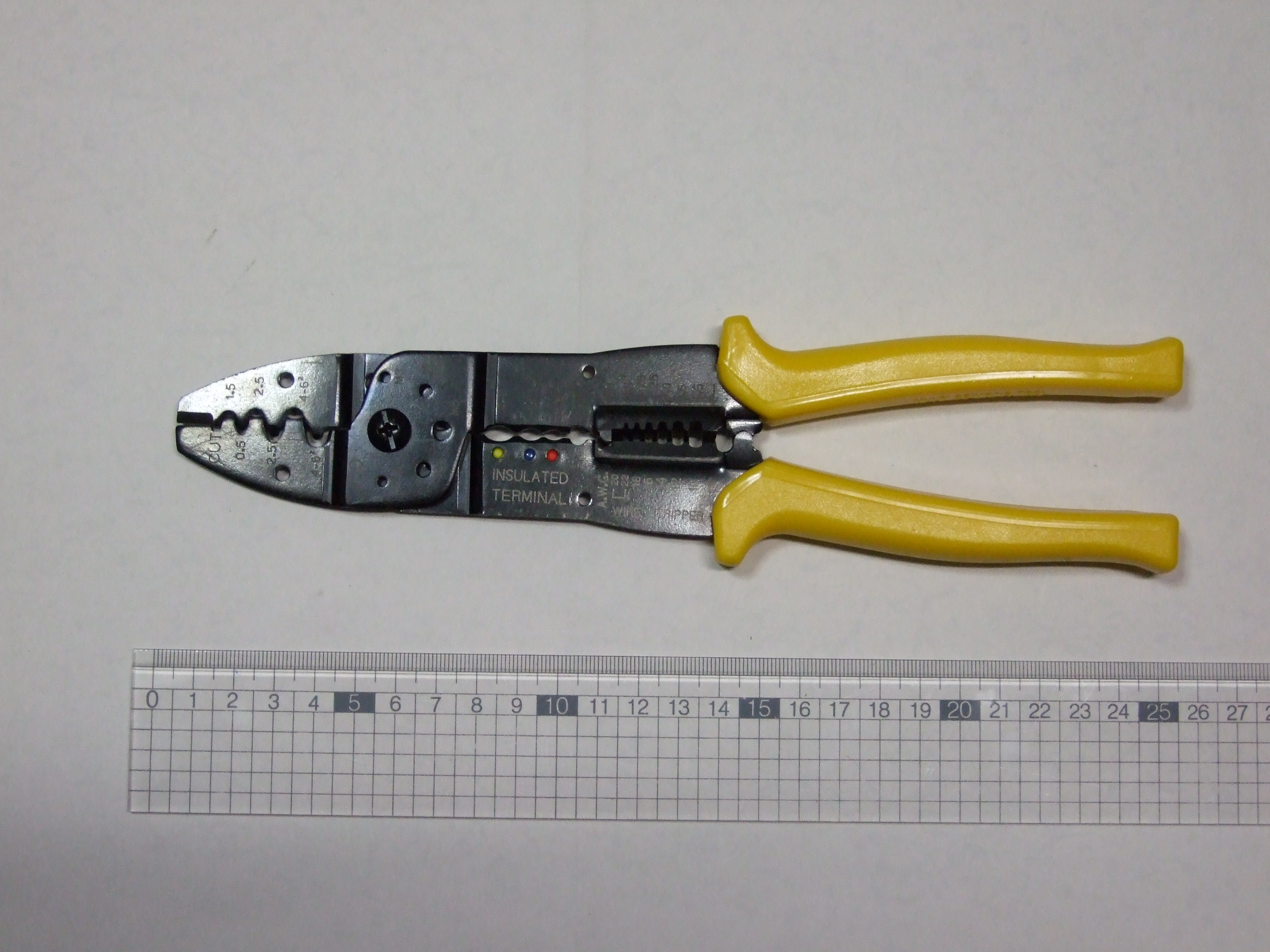
製圧着ペンチ（コンヨ製）。裸圧着端子用と絶縁圧着端子用の 2 種類の圧着部（ダイス）がある。また、ワイヤ切断用の刃、ボルト切断用の刃（ISO M2.6 / M3 / M3.5 / M4 / M5 用）、ワイヤーストリッパーの刃（0.5 / 0.75 / 1.25 / 2.0 / 3.5 / 5.5 mm^{2} 用）も付いている。

圧着工具（あっちゃくこうぐ、英語: crimping tools）とは、電線（ケーブル）と圧着端子を圧縮接合するための専用工具でありJIS C 9711に屋内配線用電線接続工具（compression tools for wire connectors of interior wiring）と規定されている。圧着ペンチ（英語: crimper）とは電工ペンチとも呼ばれ、特徴として圧着機能の他に電線の切断・被覆の皮むき・ボルト（ビス）の切断機能が付いている多能工具を指す。

## 圧着工具
圧着工具とは、屋内配線及び屋側配線用電線コネクタのうち、銅線用裸圧着端子・スリーブに使用する工具を指す。方式として、手動・手動油圧・足踏油圧・電動機械・電動油圧式がある。圧着後の性能は、端子はJIS C 2805、スリーブはJIS C 2806に規定の値を満足させる性能が求められる。工具は、圧着成形の確認機構を設ける必要があり、手動・電動機械・ラチェット式圧着工具は、ダイス部間の距離が適正な圧着接続間に達しなければダイス部が開かず達した時に自動解除で開くようになっている。油圧式は、ピストンロッドの位置表示か、荷重を規制する圧力制御装置が付いている。圧着後に端子に圧着が完了した時に使用したダイスが確認できるよう電線コネクタに付けられるマーク（圧着マーク）が端子部材に塑性加工で表示される
圧着端子の取り付け方は、取り付ける線の被覆を端子の差し込み長さより1ミリメートル程度長く剥き、芯線は捩らずに先端が1ミリメートル程度出るようにして圧着する。芯線を捩ると圧着端子に入らなくなったり、また圧着効果が少なくなる。

## 圧着ペンチ（電工ペンチ）

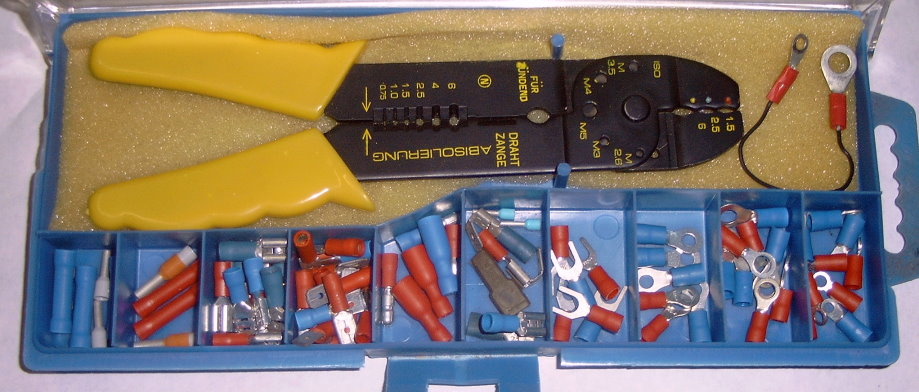
圧着ペンチと圧着端子。

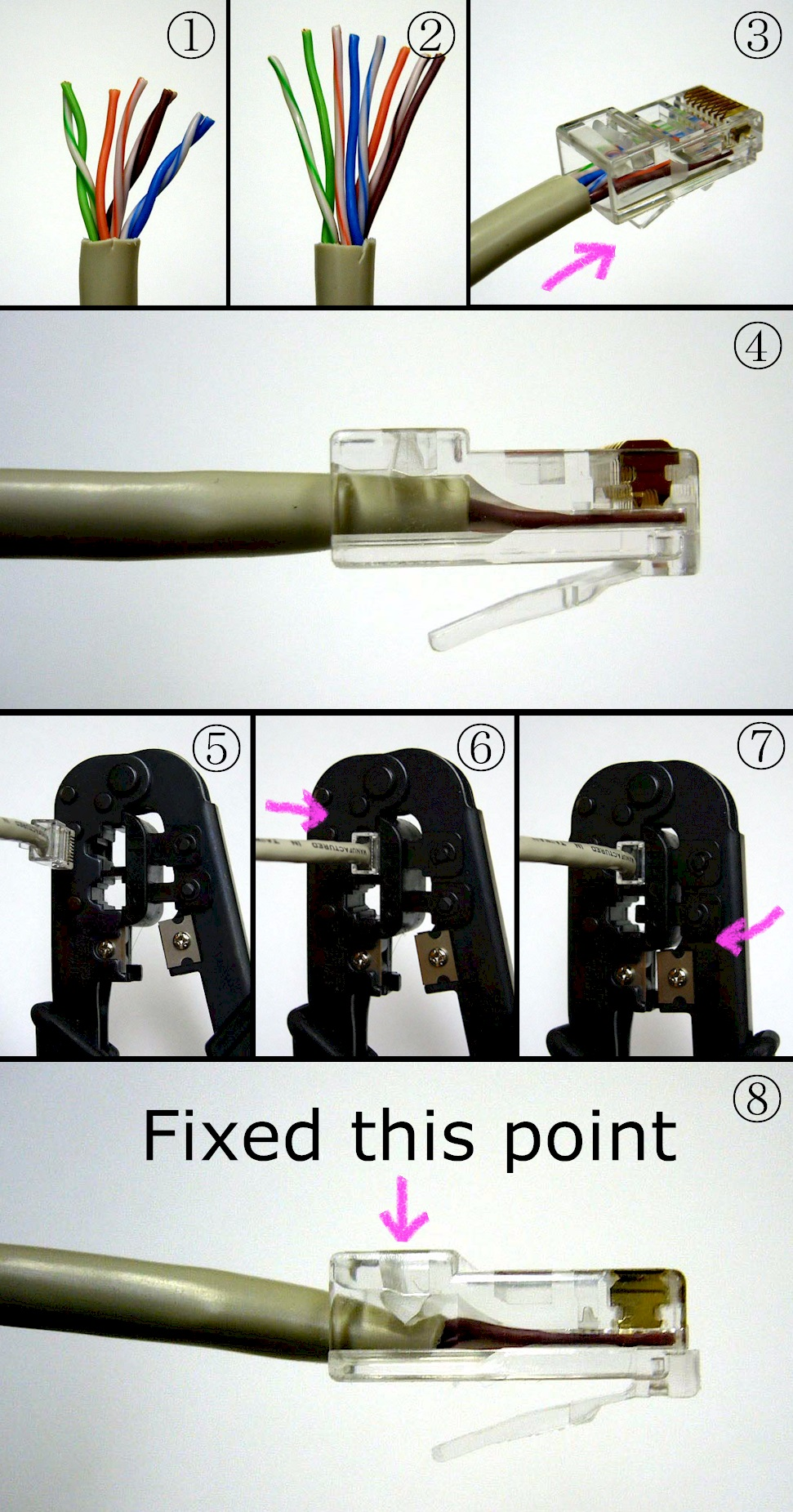
圧着ペンチで RJ45 LAN ケーブル端子をかしめる例。(1) ケーブル端の被覆をむき、(2) 銅線を所定の順番に並べ替えて、(3) コネクタに挿入し、(4) 奥まで押し込む。(5)(6) コネクタを圧着ペンチのスロットに挿し込み、(7) 圧着する。(8) コネクタの止め具がケーブルを押さえて抜けないようになる。

圧着ペンチは、電気工作や自動車の配線に使用される場合が多い。1丁でコードに端子の取り付け作業が出来る便利な多能工具である。JISには規定されていない工具。圧着機能以外に電線の切断（カッター機能）・電線被覆の皮をむくワイヤーストリッパー・長すぎるボルト（ビス）を切断できるボルトカッタ機能が付いている。また、頭部の先端部ではペンチ機能としてキャップ型端子の圧着が出来る。平型端子やギボシ端子とコードを接続する場合に特に便利である。クリンパーのアゴが独特の形状をしており端子のツメを巻き込むように圧着する事が出来る。使い方は、ワイヤーストリッパー機能部でサイズに合った部分で被覆をむいたコードの芯線を、サイズに合ったクリンパー部で奥の2本のツメに被覆が端子の端についている2本のツメに架かるように端子をセットし、最初に芯線部を圧着、その後被覆部分のツメ幅に合ったクリンパー部で被覆をツメで保持させる。
長すぎるボルト（ビス）を使用する長さにねじ山を潰す事なく切断するボルトカッタ機能は、サイズの合った穴に切断後使用する必要な側からボルト（ビス）をねじ込み、切りたい位置を圧着ペンチの中央に合わせて切断する。ドライバーではずせば、ねじ山を修正する事無くそのままの状態でねじが使用できる。
圧着ペンチの短所は、工具の支点と切断・皮むき機能部とハンドル操作部の位置からそれぞれの専用工具に比べてレバー比が劣る事である。ニッパーやペンチ、ワイヤーストリッパーを所有している場合は、それらの工具を使用した方が作業効率は良い。

## 主なメーカー
- マーベル（MARVEL）
- ジェフコム（デンサンDENSAN）
- ホーザン（HOZAN）
- ロブテックス
- 泉精器製作所
- エンジニア
- クニペックス（KNIPEX）
- 新東京エンジニアリング（STE）
- ヒーロー電機（HERO）
- iwiss - 中国の世界最大の圧着工具サプライヤー。日本国内ではエーモンと泉精器が同社からOEM供給を受けている
- エーモン - 日本国内で一番多く使われている[要出典]